# Clanis euroa
Clanis euroa är en fjärilsart som beskrevs av Rothschild och Jordan 1903. Clanis euroa ingår i släktet Clanis och familjen svärmare. Inga underarter finns listade i Catalogue of Life.